# Dorylaea rhabdotops
Dorylaea rhabdotops är en kackerlacksart som beskrevs av Morgan Hebard 1929. Dorylaea rhabdotops ingår i släktet Dorylaea och familjen storkackerlackor. Inga underarter finns listade i Catalogue of Life.